# Maison forte de la Frette
La maison forte de la Frette est une ancienne maison forte qui se dresse au hameau de la Frette, sur la commune du Touvet dans le département de l'Isère et la région Rhône-Alpes. Le site est labellisé Patrimoine en Isère.

## Situation
La maison forte est située dans le département français de l'Isère sur la commune de Le Touvet.